# Alter Botanischer Garten (Göttingen)

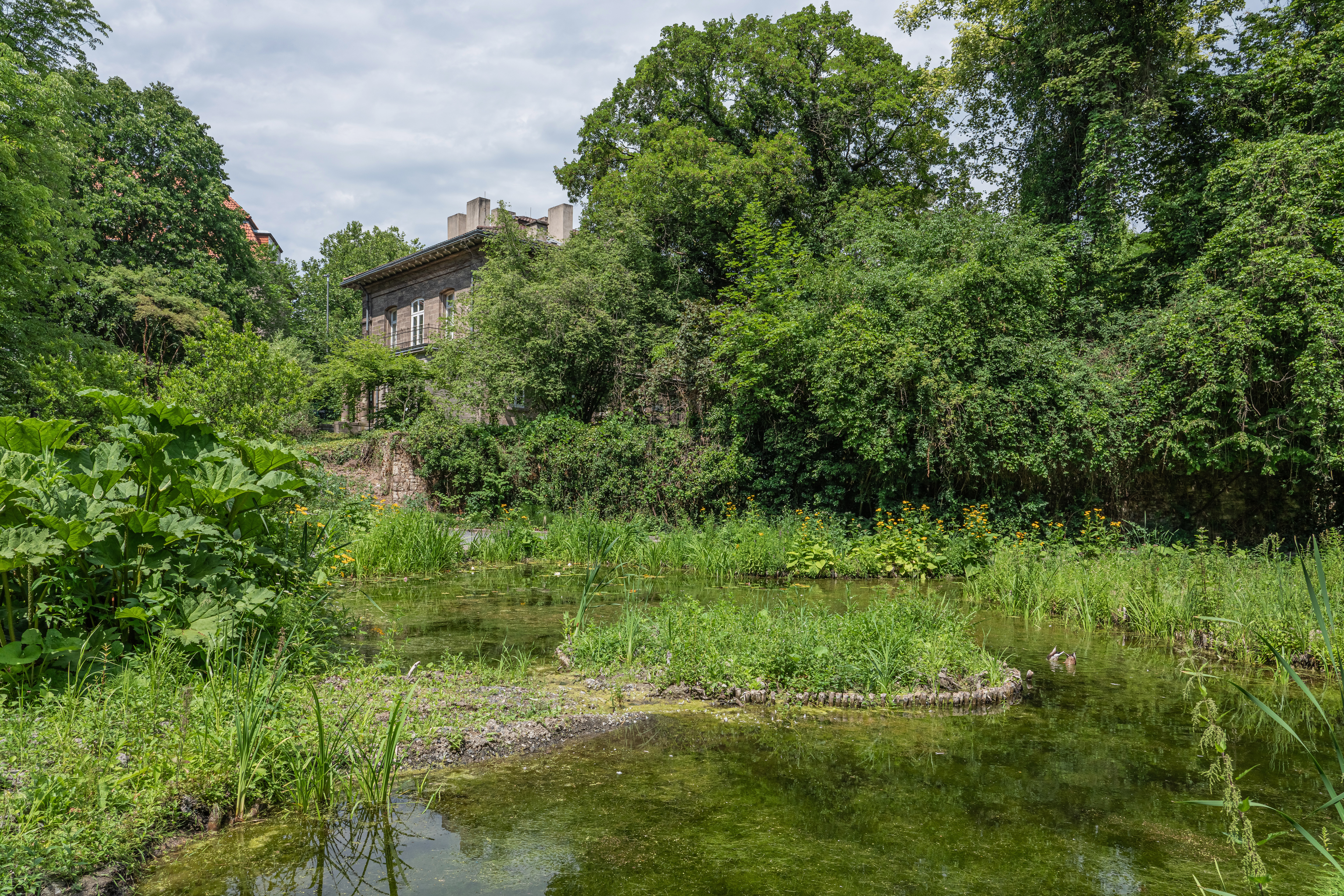
Szene im alten botanischen Garten

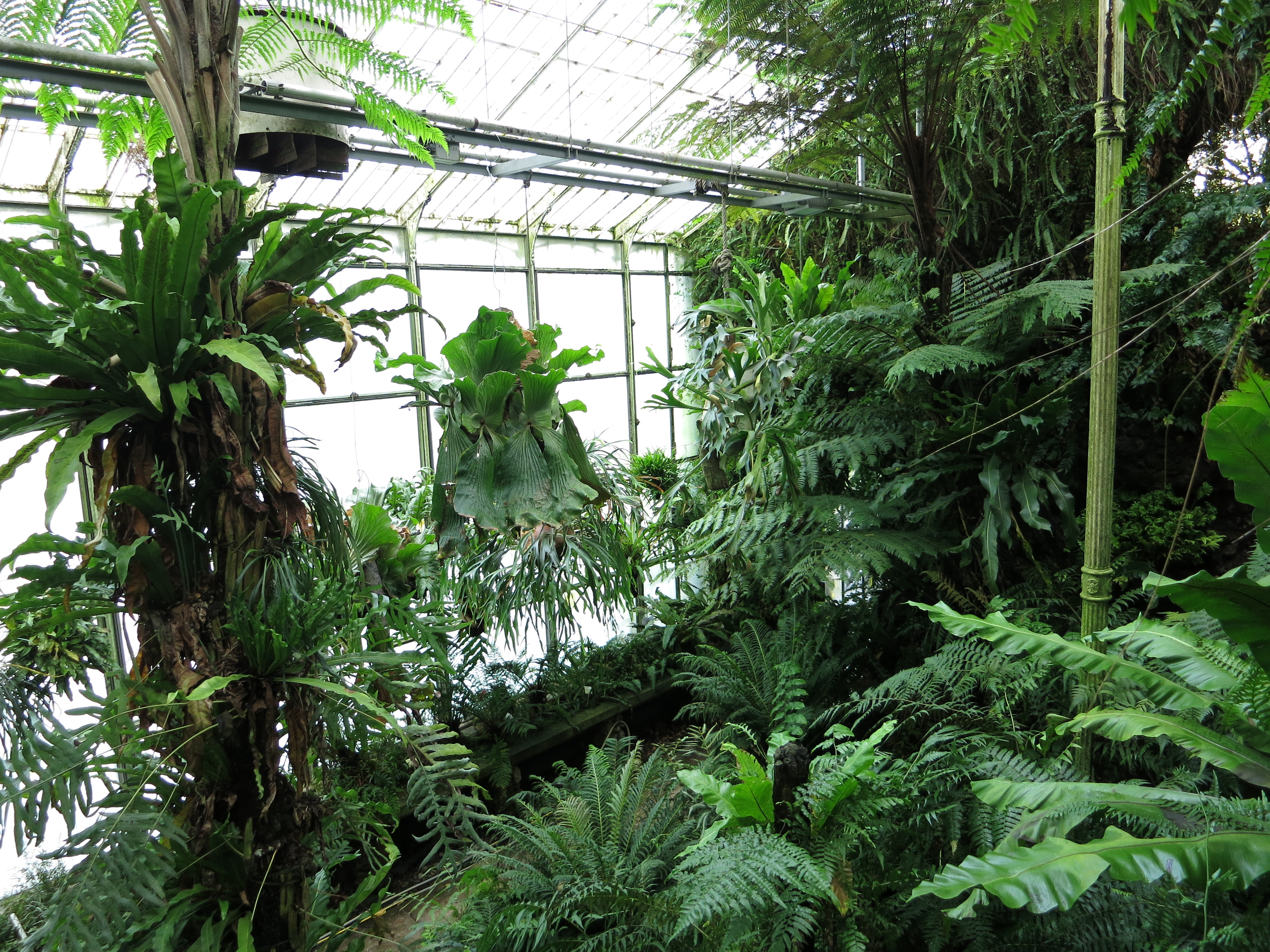
Farnhaus (erbaut 1857 als Orangerie)

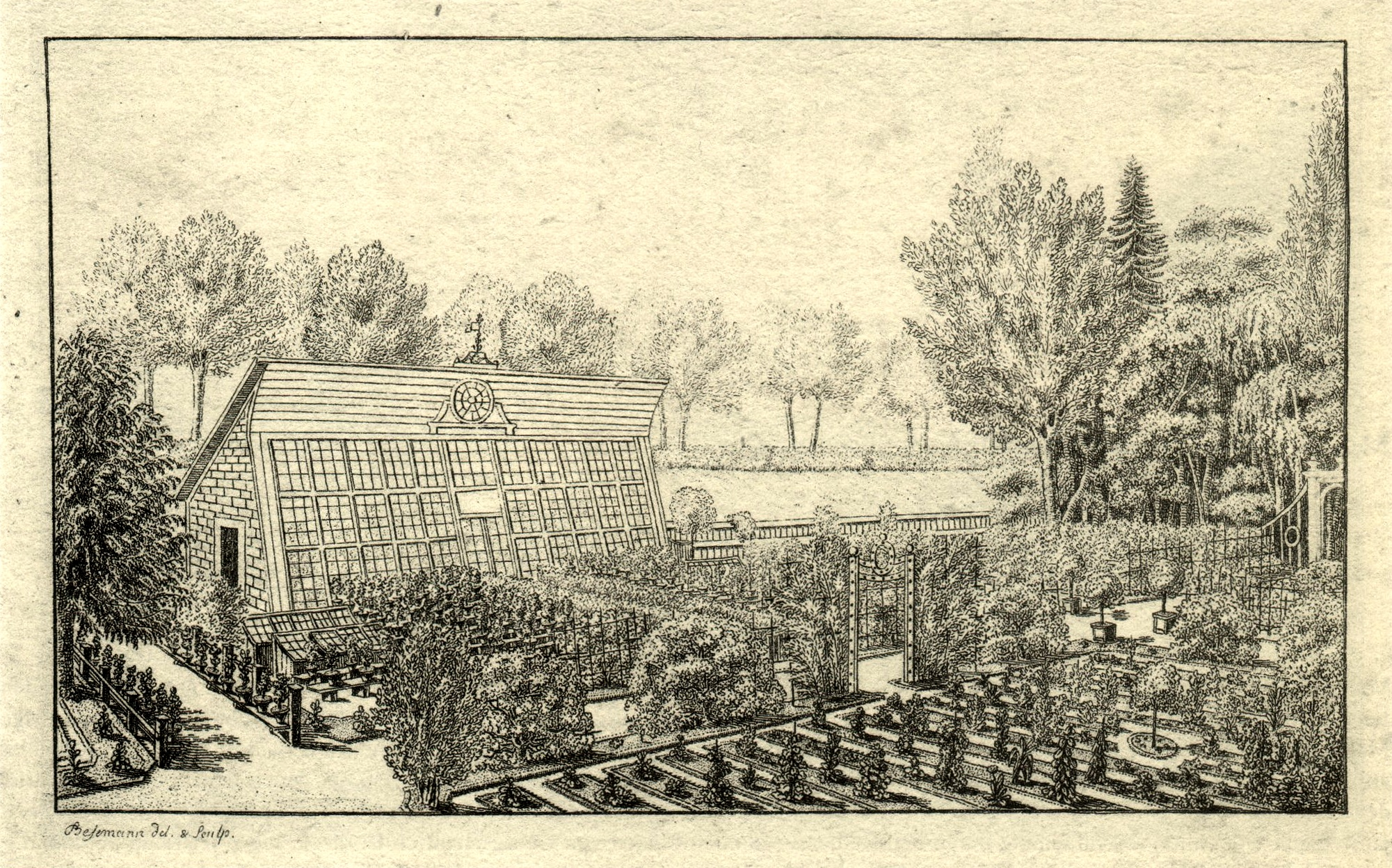
Gewächshaus von 1738

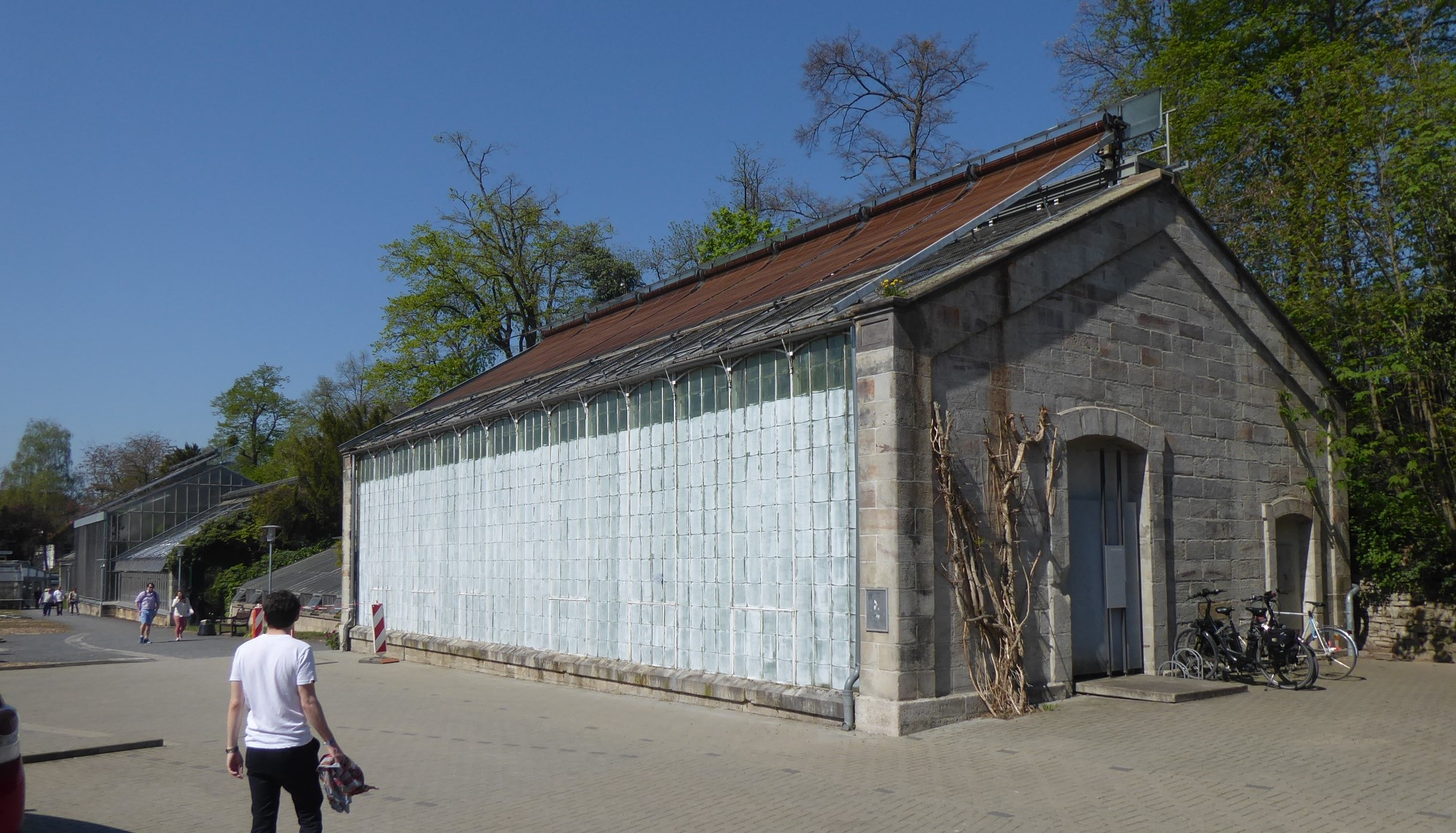
Gewächshäuser des 19. Jahrhunderts (2019)

Der Alte Botanische Garten ist eine Einrichtung der Georg-August-Universität in Göttingen. Der Garten befindet sich im Nordosten der mittelalterlichen Innenstadt. Die Gartenanlage grenzt im Westen an das Auditorium und im Südosten an das Deutsche Theater. Er besitzt eine Größe von 5 Hektar und beinhaltet mehr als 12.000 verschiedene Pflanzenarten, die vom Albrecht-von-Haller-Institut für Pflanzenwissenschaften der Universität betreut werden.

## Beschreibung
Der Garten wurde 1736 durch den Polyhistor Albrecht von Haller unmittelbar nach Einrichtung der Universität als Hortus medicus begründet. Mit Aufhebung der Universität Helmstedt 1810 gingen die Pflanzenbestände aus deren Botanischem Garten auf den Göttinger Garten über. Nach dem Abbruch der Häuser Hallers am Botanischen Garten wurden dort 1956 die Gebäude des Albrecht-von-Haller-Instituts für Pflanzenwissenschaften errichtet, das auch die Algensammlung der Universität Göttingen und ihr Herbarium verwaltet, sowie zwei Abteilungen des Johann-Friedrich-Blumenbach Instituts für Zoologie und Anthropologie.
Die historische Anlage des Gartens wurde später außerhalb des Stadtwalls erweitert. Diese Bereiche sind durch drei historische Tunnel, die den Wall unterqueren, angebunden. Innerhalb des Walles befinden sich mehrere öffentlich zugängliche Gewächshäuser (historisches Farnhaus, Orangerie, Kalthaus, Regenwaldhaus, Cycadeenhaus, Araceenhaus, Sukkulentenhaus, Kakteenhaus) sowie Institutsgebäude. Außerhalb des Walles befindet sich eine Bepflanzung nach neuesten phylogenetischen Erkenntnissen. Infotafeln vermitteln Besuchern Grundzüge der Systematik des Pflanzenreichs. Zudem befinden sich dort u. a. ein Alpinum mit verschiedenen Lebensräumen, ein historischer Garten und ein Arboretum. Die Anlage wird nach den Grundsätzen der Biodiversitätskonvention betrieben. Der Arbeitskreis Wildbienen der Biologischen Schutzgemeinschaft Göttingen hat 2019 Nisthilfen für Bienen installiert, die unter anderem darüber aufklären sollen, dass viele populäre Nistehilfen (z. B. aus Baumärkten) ungeeignet für Bienen sind. Bis heute konnten hier, wie auch im Experimentellen Botanischen Garten über 100 verschiedene Arten von Wildbienen nachgewiesen werden, darunter viele seltene und bedrohte Arten.
Am Rande des Geländes befindet sich außerdem das entsprechend benannte Café Botanik.
Der Garten zählt etwa 100.000 Besucher im Jahr.

## Persönlichkeiten
Mit diesem Garten verbinden sich die Namen von
- Albrecht von Haller (1708–1777), Gründer und von 1736 bis 1753 Direktor des Gartens
- Johann Gottfried Zinn, (1727–1759), ab 1753 Direktor des Gartens
- Johan Andreas Murray, (1740–1791), ab 1769 Direktor/Kustos des Gartens
- Georg Franz Hoffmann, (1760–1826), ab 1792 Direktor des Gartens
- Heinrich Adolf Schrader, (1767–1836), 1803 bis 18?? Direktor des Gartens
- Friedrich Gottlieb Bartling (1798–1875), 1837 bis 1875 Direktor des Gartens
- Hermann zu Solms-Laubach (1842–1915), 1879 bis 1888 Direktor des Gartens
- Gustav Albert Peter (1853–1937), von 1888 bis 1923 Direktor des Gartens
- Carl Bonstedt (1866–1953), Inspektor des Gartens von 1900 bis 1931
- Johann Herold (1895–1976), Inspektor des Gartens von 1940 bis 1963
- Gerhard Wagenitz (1927–2017), Direktor des Gartens von 1963 bis 1995
- Stephan Robbert Gradstein (1943), 1995–2009, niederländischer Direktor des Gartens